# Pitcairnia breedlovei
Pitcairnia breedlovei är en gräsväxtart som beskrevs av Lyman Bradford Smith. Pitcairnia breedlovei ingår i släktet Pitcairnia och familjen Bromeliaceae. Inga underarter finns listade i Catalogue of Life.